# Venceslao III Adamo di Teschen
Venceslao III Adamo di Teschen (dicembre 1524 – 4 novembre 1579) fu Duca di Teschen dal 1528 al 1579.
Egli era figlio postumo di Venceslao II (1488/96 - 17 novembre 1524) e nipote di Casimiro II, Duca di Teschen.
Sostenuto in giovetù dalla figura del padre, alla morte di questi incontrò l'amicizia di Jan di Pernštejn, di cui sposerà la figlia.
Sotto il governo di Venceslao III Adamo, il Ducato di Teschen si stabilizzò. Vennero inoltre costruite costose fortificazioni, in particolare nei pressi di koło Jabłonkowa per assicurare i confini del ducato contro eventuali attacchi turchi.
Venceslao III Adamo sostenne inoltre la riforma protestante. Molti storici vedono le conseguenze di questa sua politica sin dagli inizi della sua reggenza, ma dati effettivi non sono visibili sino al 1540, anno in cui prescrisse la chiusura dei conventi dei Bernardini e dei Domenicani a Teschen e successivamente un monastero dei Benedettini a Orłowa. Come di consueto, la popolazione, seguì il principio del cuius regio, eius religio. Entrambe le mogli che Venceslao III Adamo ebbe sostennero il protestantesimo nel Ducato.
Alla sua morte gli succedette la seconda moglie, Sidonia Caterina, in reggenza del figlio Adamo Venceslao, dal momento che gli altri figli maschi gli erano premorti.

## Matrimonio e figli
Il 10 febbraio 1540 sposò Maria (di appena dieci anni), figlia di Jan di Pernštejn, dalla quale ebbe i seguenti eredi:
- Anna (?-?)
- Federico Casimiro (1541-1571), sposò Caterina di Slesia-Liegnitz
- Sofia (?-?)
- Anna (?-?)

Dopo la morte della prima moglie, Venceslao III Adamo si risposò con Sidonia Caterina, figlia di Francesco I, Duca di Sassonia-Lauenburg, dalla quale ebbe i seguenti eredi:
- una figlia di cui non ci è giunto il nome (?-?)
- Cristiano Augusto (1570-1571)
- Maria Sidonia (1572-1587)
- Anna Sibilla (nata e morta nel 1573)
- Adamo Venceslao (1574-1618), sposò Elisabetta Kettler
- Hanus Alberto (1578-1579)